# مايك مارش
مايك مارش (بالإنجليزية: Mike Marsh)‏ (21 يوليو 1969 بليفربول في المملكة المتحدة - ) هو لاعب كرة قدم بريطاني في مركز الوسط. لعب مع غلطة سراي وكوفنتري سيتي ونادي أكرينغتون ستانلي ونادي ساوثبورت ونادي ساوثيند يونايتد ونادي ليفربول ووست هام يونايتد ونورثويتش فيكتوريا ونادي بارو ونادي كيدرمينستر هاريرز لكرة القدم ونادي بوسطن يونايتد.

## وصلات خارجية
- مايك مارش على موقع الاتحاد الأوربي (الإنجليزية)
- مايك مارش على موقع اتحاد تركيا (لاعب) (الإنجليزية)
- مايك مارش على موقع قاعدة بيانات كرة القدم.إي يو (الإنجليزية)
- مايك مارش على موقع Soccerbase.com (لاعب) (الإنجليزية)
- مايك مارش على موقع عالم كرة القدم.نت (الإنجليزية)